# شحاذ العين
شحاذ العين أو الجليجل أو تبزّل العين أو جنجل العين أو الضبضوب أو الحدقدقة هي أسماء لمرض دمل الجفن أما اسمه في اللاتينية هو Stye أو الشعيرة.وهو عبارة عن التهاب يصيب الغدة الدهنية الموجودة على طرف الجفن. كما يتم تعريفها بأنها التهاب يصيب الغدد العرقية المعروفة بغدة مُول. ويعتبر شحاذ العين من الإصابات الخارجية التي يمكن ملاحظتها على الجفن. وتظهر على شاكلة نتوء صغير أحمر، فدمل الجفن كما سبق ذكره هو عدوى تصيب البطانة الداخلية للجفن لغُدَّة ميبُوميوس. ويؤدي إلى ظهور نتوء أحمر وانتفاخ ظاهر من العين. ومرض شحاذ العين مقارب للكيس الدهني. لكن حجمه أصغر وأكثر ألما ولا يؤدي إلى أضرار دائمة. ويوصف شحاذ العين بأنه هجوم حاد وعادة ما يكون أقصر من الـكيس الدهني فمدته(من 10-7 أيام بدون علاج أما الكيس الدهني فهو مرض مزمن وهو من الأمراض التي لا يمكن علاجها بدون تدخل جراحي.

## الأسباب
من أسباب دمل الجفن العدوى البكتيرية التهابا للعنقوديات الذهبيّة التي تسمى باللاتينية (مكورة عنقودية ذهبية)ومن أحد الأسباب أيضاً عدم إفراز الغدد الدهنية بقاعدة الجفن.
وغالباً ما يصيب هذا المرض المواليد، كما أنه يصيب جميع الأعمار على حد سواء.
ومن الأمور التي تزيد من ظهور دمل الجفن : سوء التغذية ,قلة النوم، عدم النظافة، دعك العين.
إذا كان المصاب لديه منشفة مشتركة سواء للوجه أو الجسم عليه أن يتخلص منها لكي يتفادى انتشار العدوى بين السليمين.
تتراوح مدة شحاذ العين من أسبوع إلى أسبوعين إن ترك بدون علاج. أما إذا تم علاجه فإن مدته تتقلص إلى أيام قليل (مثال أربعة أيام)
الأطباء الأكفاء قد يقومون بعض الأحيان بالتشريط تصريف محتويات الدمل بواسطة إبرة ليسرع من عملية إزالة أعراض المرض.
كما يمكن مكافحة توسع شحاذ العين بمرهم إريثروميسين إريثروميسين. ويستخدم مايسمى عقار مضاد للجراثيم «الآريتموسين» وهو مرهم للعين.
كما يمكن استخدام مضادات حيوية لعلاجه مثل الكلورامفينيكول .و أموكسيسيلين وقد استخدم الكلورامفينيكول بنجاح في عدة أنحاء من العالم لكن تحذير الصندوق الأسود في الولايات المتحدة أقرّ بأن هناك مخاوف من فقْرُ الدمِّ اللاتنسُّجي وأن ذلك مرتبط بعدة حالات نادرة قد ظهرت بعد استخدام الدواء وكان مميتاً.
يستخدم مرهم إريثروميسين في شتّى أنحاء العالم ويمكن استخدامه كملطف ومانع للعدوى الثانوية.
ومع ذلك فإنه لا يتم امتصاصه كما هو مطلوب فلذلك يتطلب أن يكون هناك جرعات عن طريق الفم ليصل إلى العدوى ويشفيها من ناحية المستويات العلاجية.
آزيتس وهي قطرة العين الموضعية شكل أزيثروميسين، تدخل إلى أنسجة الجفن بشكل جيد، ويمكن أن يكون العلاج الموضعي لدمل الجفن إن تم استخدامها في المستقبل.
تحذير: إذا انفجرت الدمل فيجب الحرص على تطهير الجرح لمنع الإصابة مرة أخرى.

## الأعراض المرضية
أول أعراض شحاذ العين هو ظهور نقطة مائلة للاصفرار بمنتصف العين وبعد ذلك تتحول إلى قيح وتصل إلى المناطق المجاورة.

### ومن الأعراض الأخرى
- نتوء على الجفن العلوي أو السفلي.
- تورم موضعي في الجفن.
- ألم موضعي.
- احمرار.
- إحساس بالحكة في مقلة العين.
- عدم وضوح الرؤية.
- حرقة بالعين.
- تساقط هدب العين.
- تهيج العين.[10]
- حساسية من الضوء.
- زيادة إفراز الدمع.
- عدم راحة خلال الغمز.[11]
- الإحساس بوجود جسم غريب داخل العين.

## العلاج

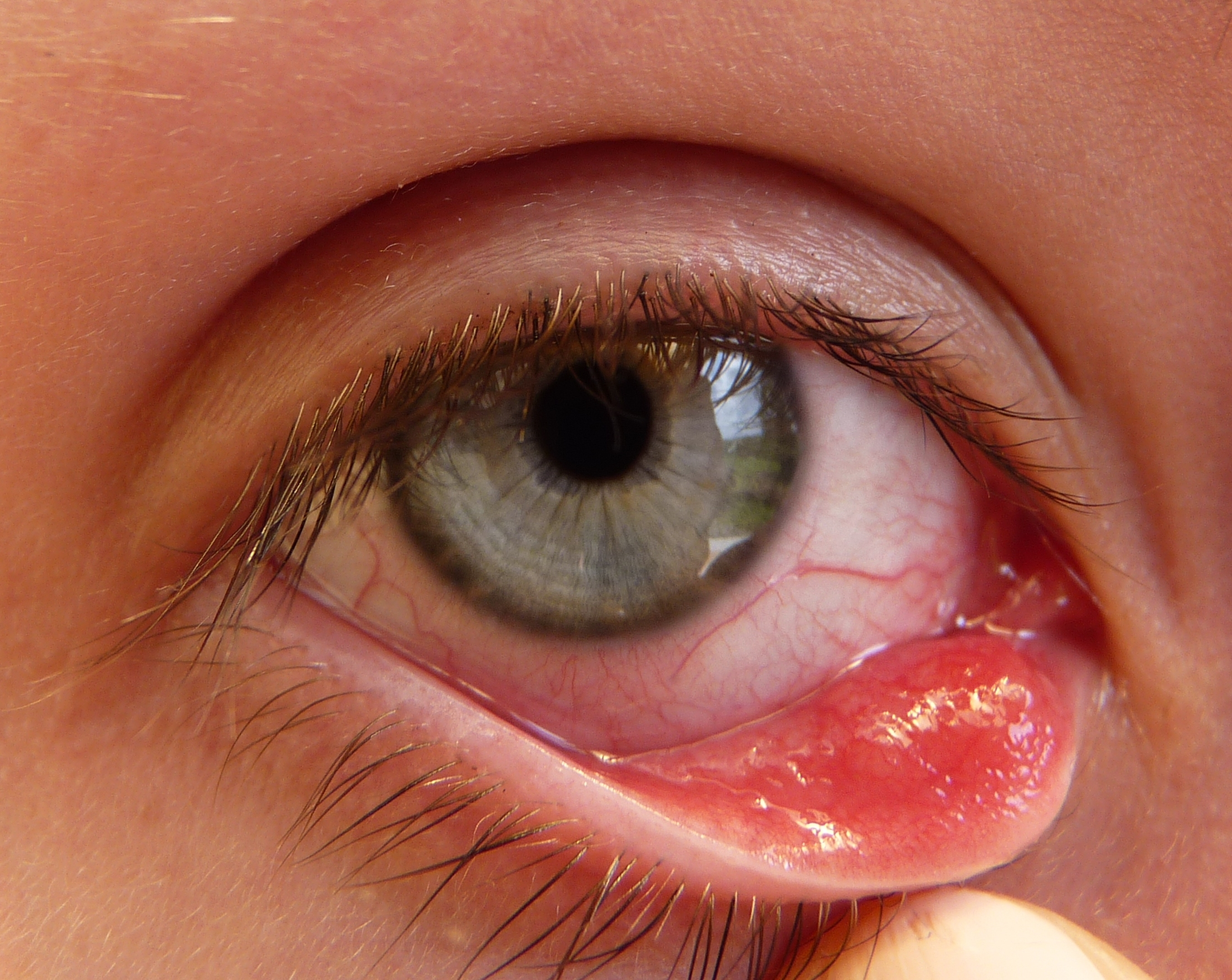
صورة لدمل العين في الجزء السفلي من عين المريض

كجزء من الرعاية المنزلية للمريض يمكن تطهير المنطقة المصابة باستخدام ماء من الصنبور أو باستخدام شامبو أو صابون مثل شامبو الأطفال ليساعد على نظافة إفرازات العين. عند تطهير ونظافة العين يتوجب أن يكون ذلك بلطف والعين مغلقة لمنع أي إصابات أخرى.
كما ينصح المرضى بعدم العبث بدمل الجفن لأن ذلك يؤدي للإصابة بعدوى أخرى نتيجة لهذا، فالعدوى تنتشر في المنطقة القريبة والأنسجة المحيطة.
على المصابين بدمل الجفن الابتعاد عن استخدام أدوات الزينة مثل :(الكحل الكريمات العطرية وغيرها) أو لبس العدسات اللاصقة لأن هذه الأمور يمكن أن تؤدي إلى تفاقم العدوى ووصولها أحياناً إلى القرنية.
وتهدف العلاجات الطبية إلى تلطيف الأعراض باستخدام مسكنات للألم مثل الأستيودفين الذي يتم صرفه في بعض الحالات.
كما تصرف المضادات الحيوية عند الحاجة، وعادة ما تعطى المضادات للمريض المصاب بأكثر من دمل على الجفن أو أولئك الذين لم يظهر عليهم أي تحسن مع مسكنات الألم.
كما تصرف أيضاً المضادات للذين يعانون من التهاب الجفن أو الوردية.
ويصرف أطباء العيون مضادات حيوية على هيئة شراب أو بالحقن الوريدي مثل عقار الدوكسين.وهذه تستخدم فقط عندما تكون المضادات الموضعية مثل المرهم لم تجد نفعاً.

## العلاج البديل
استخدام كمادات من الشاي الأخضر على العين المصابة ,وطريقته كالتالي:
يتم غلي الماء وتوضع كيس الشاي الأخضر بالماء المغلي وتنتظر إلى أن يبرد لمدة خمس دقائق تأكد أن الماء ليس حاراً جداً ثم ضع الكمادات على العين المصابة عندما تبرد كمادات الشاي توضع بالماء مرة أخرى وأعد الكرّة إلى أن يبرد الماء.
تم التأكد أن هذه الطريقة فعّآلة فحجم الدمل يتقلص أو يزول في مدة لا تتراوح عن 24 ساعة.
فالشاي الأخضر يحتوي على مميزات مضادة للأكسدة وهي المادة التي تقلل من ظهور أي أعراض للمرض. الكمّادة الساخنة وحدها يمكن أن تفيد لكن ليس بدرجة فائدة كمادة الشاي الأخضر.
كمادات الشاي الأخضر تكافح العدوى بشكل أقوى، وهذا من أفضل العلاج عند ظهور أول علامة لشحّإذ العين.
الجراحة هي الحل الأخير في العلاج.إذا كان شحاذ العين لا يستجيب لأي من العلاجات السابق ذكرها فتتم إزالته جراحياً.
عملية إزالة شحاذ العين عملية يقوم بها طبيب العيون والمريض تحت تخدير موضعي.
والعملية عبارة عن شق بداخل أو خارج هدب العين – بحسب مكان الدمل وبناء على مدى نتوءه – بعد ذلك يتم تجفيف الصديد ومن ثُم تستخدم خيوط خفيفة جداً لإغلاق الجرح.
وقبل أن يخضع المريض للعملية عادة ما تعمل عليه فحوصات للتأكد من أنه ليس لديه سرطان الجلد.

## المضاعفات
لا تحدث مضاعفات لشحاذ العين إلا بحالات نادرة. على أي حال من المضاعفات المألوفة هو تطور شحاذ العين إلى كيس دهني(البردة) الذي يسبب تشوه جلدي وتهيج للقرنية.وعادة ما يتطلب تدخل جراحي.
قد تنشأ بعض المضاعفات من المشارط الجراحية غير الملائمة، ونمو هدب العين وتشوه هدب العين. وأحيانا إن كان حجمه كبير أدى إلى حجب الرؤية.
أيضاً من المضاعفات المحتملة، تواجد الهالات حوالي الجفن والعين الذي يتعبر عدوى كلية على هدب العين.
ومن المضاعفات النادرة التي لم تسجل سوى عدد قليل أن يتطور شحاذ العين إلى إصابة جهازية تنتشر بجسد المصاب.

## التحذيرات
بالرغم من أن شحاذ العين غير مضر بغالبية الحالات وأن مضاعفاته نادرة إلا أنه يعاود الظهور مرة أخرى. ولاتقلق من هذا فهو لايسبب ضرر للعين
و يجب التأكيد على عدم محاولة عصر الصديد الموجود بالدمل للتخلص منه لأن هذا قد يؤدى إلى زيادة انتشار الالتهاب البكتيرى. يتم الشفاء والتخلص من شحاذ العين خلال أيام إلى أسبوع إذا لم يحدث تحسن خلال 1 – 2 أسبوع من بداية العلاج فيجيب مراجعة الطبيب.
وينصح المرضى بمهاتفة الطبيب إذا واجه أي مشكلة تتعلق بالإبصار أو إذا حدث نزيف من جفن العين. إذا حدث احمرار شديد في الجفن بأكمله، أو احمرار بالعين نفسها أو أصبح الجفن مؤلم جداً.

## الوقاية
الوقاية من شحاذ العين مرتبطة بالنظافة الجيدة، الاهتمام بالغسيل المتكرر للأيدى لايقلل فقط من مخاطر الإصابة بشحاذ العين، بل يقلل احتمالية الإصابة بالأنواع الأخرى للعدوى أيضاً.
عند الاستيقاظ من النوم تمرر قطعة قماش على الجفن مبللة بماء دافيء لمدة دقيقة أو دقيقتين يقلل من حدوث شحاذ العين.وذلك لأنه يذيب محتويات الغدة الدهنية للجفن التي تمنع بدورها انسداد الجفن. اقترحت بعض الدراسات أن بذور الكتان تكميلية لمنع حدوث شحاذ العين.
- كما يتوجب أن يغسيل الوجه 2 – 3 مرات يوميا على الأقل.
- عدم المشاركة في المناشف.
- عدم استخدام أدوات مكياج العين حتى يتم الشفاء تماما.
- عدم استخدام العدسات اللاصقة حتى يتم الشفاء تماما.
- على النساء أن يهتموا بإزالة المكياج كل ليلة قبل النوم والتخلص من أدوات الزينة القديمة.

## وصلات خارجية
- التخلص من دمل جفن العين
- علاج أمراض العيون بالأعشاب

## تعريف لبعض المصطلحات
- غدّة مول' مِنْ الغُدَد العَرَقِيَّة المُحَوّرَة العديدة في حواف الجفونِ، والتي تُنتجُ إفرازات تزلّق مقلةَ العين ولها قنوات تَفْتحُ في جُرَيباتُ الرموشِ. تدعى أيضاً الغُدّة الهَدَبِيَّة.
- غدة ميبوش مِنْ الغُدَدٌ الزُهْمِيَّة المحوّرة المُتَفَرّعةِ المُخْتَلِفةِ الواقعة في رُصُغ الجفنِ، وتعمل إفرازاتاتها على مْنع الجفونَ مِنْ الالتصاق ببعضها. تدعى أيضاً غُدّة الجَفْن
- الكلورامفينيكول (بالإنكليزية: chloramphenicol) مضاد ميكروبي كابح للجراثيم Bacteriostatic.

كان يحضر من استنبات البكتيريا والآن يحضر صناعيا. كابح للبكتيريا لأنه يوقف عمليه بناء بروتين الخلية الميكروبية وتأثيره واسع المدى.